# Sergey Zuev
Sergey Nikolaevich Zuev (Severouralsk, Oblast de Sverdlovsk, Rússia, 20 de fevereiro de 1980) é um ex-jogador de futebol de salão russo, goleiro; treinador. Atualmente, joga pelo MFK Viz-Sinara e Seleção Russa de Futsal.

## Clubes
| Clube                        | País   | Ano       |
| ---------------------------- | ------ | --------- |
| MFK UPI DDT Ecaterimburgo    | Rússia | 1997-2001 |
| MFK Viz-Sinara Ecaterimburgo | Rússia | 2001-2014 |
| MFK Dina Moscou              | Rússia | 2014-2017 |

## Títulos

### Individuais
- Melhor arqueiro de futsal do mundo pela FIFA - 2008